# Mario Pelchat
 (mars 2023).
Si vous disposez d'ouvrages ou d'articles de référence ou si vous connaissez des sites web de qualité traitant du thème abordé ici, merci de compléter l'article en donnant les références utiles à sa vérifiabilité et en les liant à la section « Notes et références ».
Pour les articles homonymes, voir Pelchat.
Mario Pelchat (né le 1er février 1964 à Dolbeau-Mistassini, Canada) est un chanteur et producteur québécois. Ayant commencé sa carrière enfant avec sa sœur Johanne au cours des années 1970, il fait des prestations en duo, solo et en groupe au Québec, au Canada, en France, au Liban, en Belgique, en Italie, en Algérie, aux États-Unis et en Russie. Il a également joué dans les comédies musicales Notre-Dame de Paris et Don Juan. En 2023 il intègre l’émission La Voix, au Québec, comme coach sur le 3e siège.

## Biographie

### Jeunesse et début de carrière
Mario Pelchat naît le 1er février 1964 à Dolbeau-Mistassini, au Saguenay-Lac-Saint-Jean (Québec, Canada). Il a deux frères (Éric et Steve) et deux sœurs (Johanne et Karine). Pelchat grandit dans un milieu familial où la musique occupe une place importante. Son père est charpentier-menuiser, mais sa mère est musicienne par temps libre en dehors des classes, étant professeur de français.
Avec sa sœur Johanne, de onze mois son aînée, il monte de petits spectacle au cours de son enfance qu'ils produisent pour leur famille. La famille déménage à Albanel alors que Mario Pelchat a neuf ans. Chanteur enfant, c'est à cette époque qu'il monte sur scène pour la première fois,. Le duo qu'il forme avec sa sœur connaît un succès grandissant au village, puis autour du lac Saint-Jean, se rendant même à Chibougamau. Mario et Johanne remportent individuellement un concours de jeunes talents amateurs, animé par Bernard Duchesne, deux années consécutives. À partir de ce moment, ils sont de plus en plus en demande et se produisent à des mariages, dans des piano-bars ainsi que dans d'autres événements.
On leur demande d'interpréter la chanson thème des jeux du Québec qui se tiennent à Dolbeau ; ils participent à l'émission L'École du Music-hall à Montréal et ils sont invités à participer à un spécial télé pour les vingt ans de la télévision couleur de Télé Métropole (devenue TVA depuis). Les représentants de cette émission les sélectionnent lors du Salon de l'Univers des jeunes au Colisée de Québec en 1977.
L'année suivante, ils sont choisis pour interpréter Adam et Ève (en) dans un opéra-rock sur la Bible. Ils parcourent le Saguenay–Lac-Saint-Jean avec la troupe jusqu'au mois d'avril 1979. Après les dernières représentations, Johanne se sent mal et est hospitalisée. On lui diagnostique un ostéosarcome au fémur, qui doit être amputé rapidement. Sur l'insistance de sa sœur, Mario continue seul les engagements pris par le duo. Johanne Pelchat meurt le 18 décembre 1979.

### Années 1980
Mario cesse un temps de chanter, puis sa mère l'inscrit à son insu à un concours de chant qui doit se clore à la Place des Arts de Montréal, animé par l'ex-Baronet Jean Baulne. Ce concours permet de donner aux grands lauréats la possibilité d'accéder au métier de façon professionnelle. Mario Pelchat, alors âgé de 17 ans, remporte le premier prix.
Il repart pour Montréal au printemps de la même année et il se produit dans divers établissements, dont le Manoir Mont-Royal, où il fait salle comble plusieurs soirs d'affilée. Il revient à Dolbeau pour les vacances d'été et y rencontre Martin Peltier, auteur-compositeur-interprète. Ce dernier invite Mario chez lui à Québec afin de lui présenter quelques titres. C'est à ce moment que Mario Pelchat interprétera pour la première fois la chanson Je suis un chanteur. Celle-ci passe 17 semaines à la première place du palmarès francophone et amène le chanteur à signer une entente avec Guy Cloutier pour trois albums, dont le premier, intitulé Je suis un chanteur, sort le 30 avril 1981[source insuffisante]. Le deuxième album, Tu m'as fait mal, sort en 1983,.
En 1984, Mario Pelchat forme un groupe qui, au cours des deux années suivantes, réalise des prestations dans divers clubs de la province où Pelchat chante des reprises, son répertoire allant de Bruce Springsteen à George Michael (Wham!) en passant par Stevie Wonder et Billy Idol. Nous sommes en 1984 et cette formation durera près de deux ans.[réf. nécessaire]
Par la suite, Pelchat collabore avec Pierre Gibeault et Anthony Ng. Ces derniers bâtissent un répertoire qui amène un succès croissant au chanteur. Ainsi, les chansons J'ai le blues de toi, Ailleurs, Voyager sans toi, Reste-là, Parfum d'adieu, Quand on y croit, Sur ta musique, On s'aimera un jour, Combien de temps, Près de toi atteindront toutes la première position du palmarès[Lequel ?]. À la même époque, Mario Pelchat collabore avec les compositeurs Angelo Finaldi, Hovaness 'Johnny' Hagopian, Michel Lefrançois et René Grignon, qui lui présente Eddy Marnay et compose la musique de On s'aimera un jour (sur un texte d'Eddy Marnay).[réf. nécessaire]
En 1989, Mario Pelchat reçoit un premier disque d'or avec Mario Pelchat, puis un second en 1990 avec Couleur Passion. La même année, il est consacré interprète de l'année au gala de l'ADISQ. Avec Martine Chevrier, il co-anime une émission de variétés à TQS intitulée 7e ciel, puis un autre talk show sur le réseau TVA intitulé Attention c'est show, co-animé d'abord par Claude Boulard qui sera remplacé par Pierre Poitras en cours d'année. Claudette Dion est une collaboratrice régulière de l'émission. En 1990, il signe un titre sur l'album Claudette Dion de cette dernière.[réf. nécessaire]

### Années 1990
Le premier album, intitulé Pelchat., sort en février 1993. Ce dernier présente le duo Plus haut que moi avec Céline Dion ainsi que les titres de reprises en français tel que Pleurs dans la pluie (Tears in the rain), et Perdu l'envie d'aimer (The Will to love), qui atteignent le sommet du palmarès[Lequel ?]. L'album devient disque platine et gagne le prix du meilleur album populaire au gala de l'ADISQ en 1993. À la fin de cette même année, Mario rencontre Claire Lemaître-Auger. Il demande cette dernière en mariage en mai 1994, et ils se marient le 7 août de la même année à Québec.
En février 1995, il lance l'album C'est la vie. Les titres C'est la vie (adaptation française de la chanson du même titre de la formation Emerson, Lake & Palmer), Le bleu du ciel et Le semeur obtiennent un certain succès. Au cours de la même année, son duo avec Céline Dion obtient un certain succès en France[réf. souhaitée] et Pelchat y séjourne à quelques reprises afin de promouvoir son album, qui doit sortir chez TREMA.
En 1996, Mario Pelchat est invité à donner des concerts à Beyrouth, au Liban[source insuffisante]. Il y est consacré chanteur de l'année et reçoit le prix des chansons les plus tournées de l'année sur RML 99 pour L'Otage (tirée de l'album Mario Pelchat 88) et N'importe où (tirée de l'album C'est la vie 95). Une suite de concerts aura lieu à guichets fermés au Ceasar's Palace de Beyrouth. Mario revient inspiré et écrira dès lors les chansons de son prochain album. Des titres tels Les cèdres du Liban dont la musique est composée par Phil Greiss, inspirée par cette expérience, Je dois vivre, inspirée par la mort de son jeune cousin, Tant de mots, sur une musique de Tino Izzo, Renaître à la vie et Je n't'aime plus sont quelques-unes des chansons qu'il écrit à son retour du Proche-Orient. Cependant, à la suite de conflits entre la direction musicale et son directeur artistique Vito Luprano, la sortie de l'album est retardée.

### Années 2000
En 1999, Mario Pelchat devient son propre producteur. En compagnie de partenaires financiers, il fonde AMP 99 et produit l'album VII, qui paraît en octobre de la même année. Il est l'auteur-compositeur de sept des douze titres, dont les thèmes varient de l'espoir à la mort en passant par le sida, l'espérance et l'amour.
Il prend la suite de Garou dans le rôle de Quasimodo de la comédie musicale Notre-Dame de Paris. Il effectue environ 250 représentations au Québec, en France, en Belgique, en Italie et au Liban. Par la suite, il entame une tournée québécoise solo, produite par Zone 3. Il effectue environ 120 spectacles à guichets fermés. Il sort un album live intitulé Live à guichets fermés, puis un album double qui marque ses vingt ans de carrière, Pelchat 2002.
Le 19 décembre 2002, Mario Pelchat est arrêté pour voie de faits sur un camionneur dans l'arrondissement Villeray à Montréal.
En 2003, il est choisi par Félix Gray pour incarner Don Carlos dans la comédie musicale Don Juan. Le spectacle connaît un certain succès. Pelchat participe à la tournée qui passe par Montréal, Québec, Ottawa et Paris entre février 2004 et avril 2005. Mario Pelchat écrit également pour l'album Je me souviendrai de Jean Sébastien Lavoie, qui paraît en 2004.
Le 20 avril 2004, Mario Pelchat est arrêté dans l'arrondissement d'Outremont, sur l'île de Montréal pour ivresse au volant. Ayant le double de la limite permise, il plaida coupable.
En juillet 2004, Pelchat produit et co-réalise un album de Noël aux sonorités gospel. L'album Noël avec Jireh Gospel Choir paraît en novembre 2004 et se vend à environ 120 000 exemplaires. Mario Pelchat effectue une tournée en compagnie d Jireh Gospel Choir.
En 2005, alors qu'il séjourne à Paris, son nouvel agent Lionel Lavault décroche un contrat d'enregistrement avec la maison de disques EMI. Cette année-là, Pelchat enregistre l'album Le Monde où je vais avec les réalisateurs Franck Eulry, Jean-Félix Lalanne et Catherine Lara. Il enregistre également un duo avec la chanteuse Belge Maurane, qui, selon lui, a « la plus belle voix de la francophonie »[réf. souhaitée]. L'album connaît un certain succès avec les titres Aimer, des milliards de personnes, Jamais deux sans toi, Ouvre-moi le ciel et Chacun fait sa musique, chanté en duo avec Lynda Lemay. Il effectue par la suite la tournée Les villes où je vais, qui compte environ 90 spectacles à guichets fermés et qui l'amène à nouveau au Liban, ainsi qu'en Algérie. Sa première partie est faite par Cindy Daniel, dont il produira l'album J'avoue.[réf. nécessaire]
Par la suite, en 2006 et 2007, Mario Pelchat produit deux compilations de musique country intitulées Quand le country dit bonjour, volumes 1 et 2. Le premier volume se vend à environ 105 000 exemplaires. Pelchat affirme : « C’est un peu pour démystifier tous ces préjugés sur le country que cet album existe. Le country a été jugé ainsi parce qu’on ne s’est pas permis de l’emballer dans de belles pochettes et de faire des réalisations soignées »[réf. souhaitée]. Sur le premier volume, on retrouve Ginette Reno, Les respectables, Daniel Lavoie, Dany Bédar, Marie Denise Pelletier, Mara Tremblay, Jorane, Jean-François Breau, Cindy Daniel, Jonathan Painchaud, Marc Dupré, Bourbon Gauthier et Pelchat lui-même. Sur le deuxième volume, on retrouve les humoristes Patrick Groulx et Les Denis Drolet, une chanson inédite de Lynda Lemay (Le Cow-Boy Imaginaire), Laurence Jalbert, Michel Rivard, Paul Daraîche, Marie-Ève Janvier ainsi que Nadja, dont Mario est devenu le producteur. « C’est une fille que j’ai rencontrée dans un resto-bar à Montréal. J’ai été subjugué par sa voix et je l’ai invité à participer à cet album ». Il mentionne également que « C’est un projet qui met en valeur les chansons et les artistes du Québec ».
En 2009, son agent Lionel Lavault lui propose d'enregistrer un album concept autour des plus grands succès de Michel Legrand. À cette occasion, il enregistre un duo avec Dionne Warwick. Legrand arrange, réalise et accompagne Mario sur les 15 chansons de l'album en plus d'interpréter en duo avec lui, Elle a, elle a pas. Une tournée s'ensuit, d'abord au Québec, puis au Canada anglais et ensuite à Boston, New York, Washington, Paris, Las Vegas, Saint-Pétersbourg et Moscou.
En 2010 Mario Pelchat enregistre l'album (Toujours de nous) et collabore avec l'auteur compositeur Steve Marin ainsi qu'avec Marc Dupré, Nelson Minville et Tino Izzo. Pelchat écrit plusieurs titres de cet album qui est certifié disque d'or en quelques semaines[réf. nécessaire]. Il effectue une tournée québécoise d'une centaine de spectacles.
En 2011, Pelchat enregistre un DVD du spectacle Toujours de nous, tourné dans sa ville natale. La même année, Pelchat souligne ses trente ans de carrière avec un coffret intitulé Je suis un chanteur et regroupant tous ses enregistrements (187 chansons), tous ses albums et toutes les participations à divers disques thématiques des 30 dernières années, accompagné d'un album de photos inédites. L'année suivante, atteignant environ 80 000 ventes, le coffret est certifié disque platine.
En 2012, une biographie de Mario Pelchat est publiée. Intitulée Le semeur, elle raconte son parcours, ses succès et les diverses étapes de sa vie. Le livre reçoit le prix du public lors du 49e Salon du livre du Saguenay-Lac-St-Jean[Lequel ?]. En septembre, il produit le chanteur country Paul Daraîche. Celui-ci enregistre un album de ses plus grands succès en duos avec des artistes tels Daniel Lavoie, Isabelle Boulay, Roch Voisine, Hugues Aufray, Dick Rivers, Édith Butler, Yves Lambert, Maxime Landry, Laurence Jalbert, Luce Dufault, Marc Hervieux, Cindy Daniel, Richard Desjardins, Lynda Lemay, Patrick Norman et Mario Pelchat, qui produira également la tournée Mes amours, mes amis (MP3 Spectacles).[réf. nécessaire]
En 2013, Pelchat intègre la distribution du spectacle musical Skatemania au côté, entre autres, de Nadja, Marc Dupré, Joannie Rochette, Jamie Salé et David Pelletier. La même année, sa chanson Pleurs dans la pluie est utilisée dans le film de Xavier Dolan, Tom à la ferme.
En septembre 2014, Pelchat sort un 16e album en carrière intitulé Un homme qui vous ressemble dont la pièce titre lui est offerte par Jean-Paul Dréau. Une tournée de quarante villes suit la sortie de ce disque marquant les 50 ans de l'artiste. Le soir du lancement, il surprend vivement le public en remariant Claire Lemaître-Auger de qui il avait divorcé en 2002.
En 2015, Mario Pelchat enregistre un album hommage à Gilbert Bécaud, décédé en 2001. L'album intitulé Et maintenant... Bécaud, comprend trois duos : un avec Garou, un second avec Hélène Ségara et un troisième avec Emily Bécaud, fille de l'illustre chanteur. L'album est certifié disque d'or en quelques semaines.[réf. nécessaire]
En 2017, Mario Pelchat enregistre un album avec un chœur de 8 prêtres originaires de la ville de Québec et reprend des chansons avec lesquelles il a chanté à la chorale de son église alors qu'il était enfant. L'album (Agnus Dei) sera rapidement certifié disque d'or et comprend la chanson titre en duo avec la jeune chanteuse Sophia Rose Boulanger, la même année il réunit plusieurs artistes, dans un album intitulé Les Prêtres Noël ensemble (qu'il produit), il y interprète les chansons Minuit Chrétiens, Noël ensemble (Il Canto) et, en duo avec Nicole Martin, Les anges dans nos campagnes,.
Le parcours de l'artiste d'origine dolmissoise a été souligné par une intronisation au Parvis des Bleuets étoilés à la Ville de Dolbeau-Mistassini en 2017.
En 2024, Mario Pelchat vivra des déboires financiers suite au refus de la CPTAQ de lui autoriser à donner des spectacles en milieu agricole au delà de 100 personnes. Ayant déjà construit une salle pour 250 personnes, il annula la saison de spectacles de l'été 2024. À l'été 2025, Mario Pelchat décida de ne pas respecter la réglementation autorisée et de donner des spectacles de 250 personnes, défiant le gouvernement du Québec ,.

## Discographie

### Albums
- 2019 : Pelchat Aznavour Désormais

1. Je m'voyais déjà
2. Hier encore
3. La bohème
4. Désormais
5. Que c'est triste Venise
6. La mamma
7. Le temps
8. Sa jeunesse
9. J'en déduis que je t'aime
10. Et pourtant
11. Non je n'ai rien oublié
12. Mourir d'aimer
13. Emmenez-moi
14. Il faut savoir

- 2015 : Et maintenant Bécaud

1. Je t’appartiens
2. Et maintenant
3. La solitude ça n’existe pas
4. Je reviens te chercher
5. L’amour est mort (avec Hélène Segara)
6. L’important c’est la rose
7. C’est en septembre
8. Seul sur son étoile (avec Garou)
9. La maison sous les arbres
10. On prend toujours un train
11. La fille au tableau (avec Émilie Bécaud)
12. Quand il est mort le poète

- 2014 : Un homme qui vous ressemble

1. La fin du voyage
2. La traversée
3. De vous à moi
4. Jamais trop
5. La maison d’amour
6. Un jour comme un autre
7. Pas sans toi 8. Pour que la vie nous aime
8. Le don de soi
9. Vieillir pour toi
10. Un homme qui vous ressemble
11. Ode à la musique

- 2012 : DVD Toujours de nous "Le spectacle"

1. Je suis un chanteur
2. Tu es amoureux mon vieux
3. Un monde ensoleillé
4. Tu m'as fait mal
5. J'ai le blues de toi
6. L'otage
7. Ailleurs version 1
8. Ailleurs version 2
9. Reste-là
10. Voyager sans toi
11. Sur ta musique
12. Arrête-moi
13. Quand on y croît
14. Plus haut que moi
15. Perdue l'envie d'aimer
16. Pleurs dans la pluie
17. Le semeur
18. C'est la vie
19. Tant de mots
20. Je n't'aime plus
21. Les femmes
22. Aimer
23. Des milliards de personnes
24. Les parapluies de Cherbourg
25. Le bonheur
26. La dernière noce
27. La plus belle histoire
28. Le sourire au cœur
29. Toujours de nous
30. Je partirai

- 2011 : Coffret 30 ans de carrière, 187 chansons et album photos inédites
- 2010 : Toujours de nous

1. Toujours de nous
2. Le sourire au cœur
3. Je serai le même
4. Je renonce à tout
5. La dernière noce
6. S'il le faut
7. Mon retour
8. Croire
9. Le bonheur
10. La plus belle histoire
11. Sors
12. Je partirai

- 2009 : Mario Pelchat - Michel Legrand (collaboration avec Michel Legrand)

1. Les parapluies de Cherbourg (Je ne pourrai jamais vivre sans toi)
2. La chanson de Maxence
3. Un parfum de fin du monde
4. Moi je suis là
5. How do you keep the music playing ? (avec Dionne Warwick)
6. L'été 42
7. L'addition
8. Les moulins de mon cœur
9. Comme elle est longue à mourir ma jeunesse
10. Brûle pas tes doigts
11. La valse des lilas
12. Rupture
13. Elle a, elle a pas (avec Michel Legrand)
14. Je vivrai sans toi
15. Un ami s'en est allé

- 2006 : Le Monde où je vais (version France 4 titres différents)
- 2006 : Le Monde où je vais (version Québec)

1. Aimer
2. Ouvre-moi le ciel
3. Quand on fera l'amour
4. Arrêtez-les
5. Jamais deux sans toi
6. Qui passe par ton âme
7. Reste (avec Maurane)
8. Si tu t'en vas
9. Mon refuge
10. Des milliards de personnes
11. Le monde où je vais
12. Chacun fait sa musique (avec Lynda Lemay)

- 2004 : Noël (avec Jireh Gospel Choir)

1. Sainte-Nuit
2. Minuit chrétien
3. L'enfant au tambour
4. Chaque année
5. Noël
6. Jérusalem
7. Avé Maria
8. Medley gospel
9. Joyeux Noël
10. Adeste fideles
11. Les enfants oubliés
12. Noël blanc
13. God is trying to tell you something
14. Chantons Noël
15. Bonne année

- 2003 : Live

1. Lumière
2. Les cèdres du Liban
3. Tant de mots
4. Proud Mary
5. Le bleu du ciel
6. Pleurs dans la pluie
7. Le semeur
8. D'la bière au ciel
9. Avec le temps
10. Au nom de tous les miens
11. Je dois vivre
12. Salut Léon
13. Ne me quitte pas
14. Je n'taime plus
15. Renaître à la vie

- 2002 : Pelchat 2002

1. Je suis un chanteur
2. J'ai le blues de toi
3. L'otage
4. Reste-là
5. Ailleurs
6. Voyager sans toi
7. Quand on y croit
8. À juste raison
9. Perdu l'envie d'aimer
10. Champs de bataille
11. C'est la vie
12. Lumière
13. Les cèdres du Liban
14. Tant de mots
15. La bête immonde
16. J'en veux encore
17. Vivre en bleu
18. Pleurs dans la pluie
19. Le semeur
20. Ne me quitte pas
21. Je n't'aime plus
22. Reste (avec Maurane)
23. Je n'avais jamais prié (Avec Boom Desjardins)
24. Avec le temps (avec Éric Lapointe)
25. Danse mon Esmeralda
26. Au nom de tous les miens

- 1999 : VII (AMP 99)

1. J'en veux encore
2. Renaître à la vie
3. Les cèdres du Liban
4. Plus près de vous
5. Un enfant
6. Je n't'aime plus
7. Je dois vivre
8. Te parler de ma vie
9. À ta santé
10. Lumière
11. Je m'ennuie de toi
12. Tant de mots

- 1995 : C'est la vie

1. C'est la vie
2. Danser
3. N'importe où
4. Tu me manque
5. Le bleu du ciel
6. Parle-moi
7. Demain
8. Dors sur mon cœur
9. Qu'importe le jour
10. Le semeur

- 1993 : Pelchat

1. À juste raison
2. Pleurs dans la pluie
3. M'laisse pas tomber
4. Plus haut que moi
5. Quitte-moi
6. Champ de bataille
7. Perdue l'envier d'aimer
8. C'est mieux que d'aimer
9. Fais confiance
10. Rien changer

- 1990 : Couleur passion

1. Sur ta musique
2. Encore une fois
3. Les enfants solitaires
4. Quand on y croit
5. Combien de temps
6. Arrête-moi
7. Près de toi
8. Tu n'es pas seule
9. Sentinelle

- 1988 : Mario Pelchat

1. Si tu veux
2. Ailleurs
3. Reste-là
4. Parfum d'adieu
5. Voyager sans toi
6. L'otage
7. Un amant
8. J'ai le blues de toi
9. On s'aimera un jour

- 1983 : Tu m'as fait mal

1. Soleil éternel
2. Écoute-moi
3. Un monde d'amour
4. Laisse le temps t'offrir cette fleur
5. Tu m'as fait mal
6. Chanson pour ma sœur
7. L'amour est un ballon blanc
8. Elle
9. En amoureux

- 1982 : Je suis un chanteur

1. Je suis un chanteur
2. Tu comprendras
3. Tu es amoureux mon vieux
4. C'était notre nid d'amour
5. Je veux chanter
6. Un monde ensoleillé
7. Besoin d'amour
8. Sans amour
9. Dis-le moi
10. Je crois en toi le monde

### Compilations
- 1998 : Incontournables

1. Géant à genoux
2. Pleurs dans la pluie
3. Le bleu du ciel
4. À juste raison
5. Plus haut que moi
6. Sur ta musique
7. Voyager sans toi
8. Reste-là
9. Ailleurs
10. C'est la vie
11. Perdu l'envie d'aimer
12. L'otage
13. Quand on y croit
14. J'ai le blues de toi
15. Le semeur
16. Vivre en bleu

- 1998 : Mes premières chansons

1. Je suis un chanteur
2. Tu comprendras
3. Tu es amoureux mon vieux
4. C'était notre nid d'amour
5. Un monde ensoleillé
6. Besoin d'amour
7. Sans amour
8. Je crois en toi le monde
9. Soleil éternel
10. Écoute-moi
11. Un monde d'amour
12. Laisse le temps t'offrir cette fleur
13. Tu m'as fait mal
14. Chanson pour ma sœur
15. L'amour est un ballon blanc

### Collectifs
- 2004 : Don Juan (intégrale)
- 2003 : Don Juan (collectif, album studio du spectacle musical)
- 1997 : La Vie en bleu (comédie musicale)

## Lauréats et nominations

### Gala de l'ADISQ
| Année | Catégorie                              | Pour                                                                | Lauréat/nomination |
| ----- | -------------------------------------- | ------------------------------------------------------------------- | ------------------ |
| 1989  | interprète masculin de l'année         | Mario Pelchat                                                       | nomination         |
| 1989  | microsillon de l'année - populaire     | Mario Pelchat                                                       | nomination         |
| 1990  | interprète masculin de l'année         | Mario Pelchat                                                       | lauréat            |
| 1990  | microsillon de l'année - populaire     | Couleur passion                                                     | nomination         |
| 1990  | spectacle de l'année - populaire       | Couleur passion                                                     | nomination         |
| 1993  | album de l'année - populaire           | Pelchat                                                             | lauréat            |
| 1993  | interprète masculin de l'année         | Mario Pelchat                                                       | nomination         |
| 1994  | album de l'année - meilleur vendeur    | Pelchat                                                             | nomination         |
| 1994  | interprète masculin de l'année         | Mario Pelchat                                                       | nomination         |
| 1994  | spectacle de l'année - interprète      | Fais confiance                                                      | nomination         |
| 1995  | interprète masculin de l'année         | Mario Pelchat                                                       | nomination         |
| 1995  | spectacle de l'année - interprète      | C'est la vie                                                        | nomination         |
| 2000  | album de l'année - populaire           | VII                                                                 | nomination         |
| 2000  | chanson populaire de l'année           | Je n't'aime plus                                                    | lauréat            |
| 2001  | chanson populaire de l'année           | Tant de mots                                                        | nomination         |
| 2001  | spectacle de l'année - interprète      | Mario Pelchat                                                       | nomination         |
| 2002  | interprète masculin de l'année         | Mario Pelchat                                                       | nomination         |
| 2003  | album de l'année - populaire           | Don Juan, un spectacle musical de Félix Gray (avec artistes variés) | nomination         |
| 2004  | album de l'année - meilleur vendeur    | Don Juan, un spectacle musical de Félix Gray (avec artistes variés) | nomination         |
| 2004  | chanson populaire de l'année           | Seul (avec artistes variés)                                         | nomination         |
| 2004  | spectacle de l'année - interprète      | Don Juan, un spectacle musical de Félix Gray (avec artistes variés) | lauréat            |
| 2005  | album de l'année - populaire           | Noël avec Jireh Gospel Choir                                        | nomination         |
| 2006  | chanson populaire de l'année           | Aimer                                                               | nomination         |
| 2007  | spectacle de l'année - interprète      | Les villes où je vais                                               | nomination         |
| 2009  | album de l'année - jazz interprétation | Mario Pelchat / Michel Legrand                                      | lauréat            |
| 2011  | album de l'année - pop                 | Toujours de nous                                                    | nomination         |
| 2011  | chanson populaire de l'année           | Toujours de nous                                                    | nomination         |
| 2015  | album de l'année - adulte contemporain | Un homme qui vous ressemble                                         | nomination         |
| 2016  | album de l'année - meilleur vendeur    | Et maintenant... Bécaud                                             | nomination         |
| 2016  | album de l'année - réinterprétation    | Et maintenant... Bécaud                                             | nomination         |
| 2016  | spectacle de l'année - interprète      | Un homme qui vous ressemble                                         | nomination         |
| 2017  | album de l'année - meilleur vendeur    | Agnus dei                                                           | nomination         |
| 2017  | album de l'année - réinterprétation    | Agnus dei                                                           | nomination         |
| 2018  | album de l'année - meilleur vendeur    | Agnus dei                                                           | lauréat            |
| 2018  | spectacle de l'année - interprète      | Agnus dei & Noël ensemble - Le spectacle                            | nomination         |
| 2020  | album de l'année - réinterprétation    | Pelchat Aznavour désormais                                          | nomination         |

### Prix Juno[40]
| Année | Catégorie                       | Pour                                                                | Résultat   |
| ----- | ------------------------------- | ------------------------------------------------------------------- | ---------- |
| 1994  | meilleur nouvel artiste solo    | Mario Pelchat                                                       | nomination |
| 1994  | album francophone le plus vendu | Pelchat                                                             | nomination |
| 1996  | interprète masculin de l'année  | Mario Pelchat                                                       | nomination |
| 1996  | album francophone le plus vendu | C'est la vie                                                        | nomination |
| 2004  | album francophone de l'année    | Don Juan, un spectacle musical de Félix Gray (avec artistes variés) | nomination |